# Aconopterus cristatipennis
Aconopterus cristatipennis là một loài bọ cánh cứng trong họ Cerambycidae.